# カミーユ・シュリエ
カミーユ・シュリエ（Camille Thomasina Schrier, [ˈʃraɪər] ; 1995年6月30日 - ）は、ミス・アメリカの覇者で、前回コンテストの覇者。2019年6月22日、ミス・バージニア2019に選ばれた。2019年12月19日、コネチカット州アンキャスビルでミス・アメリカ2020に選ばれた。
ミス・アメリカとしての任期が2020年12月に満了する予定だったが、2020年5月、ミス・アメリカ2021大会のキャンセル（COVID-19パンデミックによる）に続いて、さらに1年間務めることが発表された。

## 初期の人生と教育
シュリエはペンシルベニア州ドイルズタウンでシュリエ家でトーマスとシェリル（旧姓カミロ）の間に生まれた。彼女には1人の年上の兄弟がいる。子供の頃、シュリエは軽度のエーラス・ダンロス症候群と診断された。ミスアメリカ2020大会中に、シュリエはまた、彼女が強迫性障害と診断され、10代の頃に摂食障害から回復したことを明らかにした。
シュリエは2013年にHun School of Princeton を優等で卒業した。高校時代、シュリエはマルチスポーツの代表チームのアスリートだった。陸上競技、水泳、フィールドホッケーに参加した。シュリエはミシガン大学に短期間通った後、バージニア工科大学に3年生で転入し、2018年に生化学とシステム生物学の学士号、化学の副学士号を取得して優秀な成績（ラテン・オナーズ）で卒業した。バージニア工科大学では、彼女はKappa Deltaのソロリティ（女子学生社交クラブ）にいた。彼女はVCU School of Pharmacy（Medical College of Virginia (MCV)の一部）に受け入れられ、ミス・バージニアの称号を獲得する前に、博士課程の1年目を修了していた。

## ミス・コンテスト

### 初期のページェントリー
シュリエは14歳でミス・コンテスト（pageant）にエントリーし始めた。彼女は、National American Miss（NAM）Pennsylvania Teen 2012のタイトルを獲得し、2012年の全国大会で第1位に選ばれた。彼女はまた、2013年にミスUSAアンバサダーティーンの全国タイトルを獲得した。この間、シュリエはFitLikeAQueen.comというブログも展開した。

### ミス・バージニア2019 コンテスト
2019年6月22日、彼女はバージニア州リンチバーグで開催された2019ミス・バージニアコンテストでミス・ドミニオン（Miss Dominion）として出場した。特技を披露する際（talent performance）、彼女はヨウ化カリウムを使った過酸化水素の触媒分解の化学デモンストレーション（別名「象の歯磨き粉」）を完成させた。コンテストの結果、彼女はミス・バージニア2019の栄冠を獲得し、ミス・バージニアとしての責任を果たすために薬科大学から1年離れた。

### ミス・アメリカ2020大会
シュリエは、2019年12月19日にコネチカット州アンキャスビルのMohegan Sun で開催されたミス・アメリカ2020コンテストで、「Mind Your Meds：Drug Safety and Abuse Prevention from Pediatrics to Geriatrics（薬物に注意。小児から老年までの薬物安全性と乱用防止。）」という台を使ったプレゼンテーションで、バージニア州を代表した。
彼女は2020年のミス・アメリカタイトルで最初の準優勝者であるミス・ジョージア2019、Victoria Hillを破り、2019年12月19日、ミス・アメリカ2019のニア・フランクリンによって戴冠された。ミス・アメリカの称号とともに、シュリエは5万ドルの奨学金と2,000ドルの奨学金を獲得した。シュリエは、ミス・アメリカタイトルを獲得した4番目のミス・バージニア（および2番目のバージニア工科大学の卒業生）。
シュリエの称号は2020年12月に終了する予定だったが、COVID-19のパンデミックにより、予定されていた2021年の大会はキャンセルされ、次のコンテストは2021年の終わりに予定されている。